# Poste d'aiguillage n°2 de Chagny
La poste d'aiguillage n° 2 de Chagny est un poste d'aiguillage ferroviaire situé en France à proximité de la gare ferroviaire de Chagny, dans le département de Saône-et-Loire en région Bourgogne-Franche-Comté.

## Historique
La Compagnie des chemins de fer de Paris à Lyon et à la Méditerranée (Cie PLM) exploite dès 1861 la ligne de Nevers à Chagny avec l'ouverture à l'exploitation de la première section de Montchanin à Chagny le 22 septembre 1861. 
La gare sert également de bifurcation pour la ligne de Chagny à Dole-Ville avec une section de Chagny à Allerey qui a été déclarée d'utilité publique le 27 juillet 1880.
Depuis l'informatisation des aiguillages, ce bâtiment était désaffecté et dans les années 2010, la SNCF prévoyait sa destruction. À la suite de l'alerte notamment par le président de l'office de tourisme,, la destruction est annulée au motif que l'édifice est représentatif des postes de la Compagnie des chemins de fer de Paris à Lyon et à la Méditerranée de l’entre-deux-guerres et constitue également un rappel de son passé cheminot.
Ce monument fait l’objet d’une inscription au titre des monuments historiques depuis le 29 mai 2020 en même temps que la protection de la rotonde ferroviaire d'Autun.